# Mîrne, Kalanceak
Mîrne (în ucraineană Мирне) este o așezare de tip urban din raionul Kalanceak, regiunea Herson, Ucraina. În afara localității principale, nu cuprinde și alte sate.

## Demografie
Componența lingvistică a așezării de tip urban Mîrne
     Ucraineană (89,64%)
     Rusă (9,85%)
     Alte limbi (0,24%)
Conform recensământului din 2001, majoritatea populației așezării de tip urban Mîrne era vorbitoare de ucraineană (89,64%), existând în minoritate și vorbitori de rusă (9,85%).